# HD 87500
HD 87500，又名BD+16 2077，SAO 98944、HR 3969，是一颗恒星，视星等为6.37，位于銀經220.74，銀緯49.99，其B1900.0坐标为赤經10h 0m 15.4s，赤緯+16° 49.99′ 38″。